# Veslemøy Haslund
Veslemøy Haslund, född 8 april 1939 i Oslo, död 7 november 2005, var en norsk skådespelare.
Haslund har arbetat som både skådespelare och regissör och har skrivit manuskript till bland annat Det norske teatret, Den Nationale Scene och  Nationaltheatret.

## Filmografi (urval)
- 1996 - Sju systrar (TV-serie)
- 1996 - Hamsun
- 1995 - Kristin Lavransdotter
- 1968 - Bare et liv - historien om Fridjof Nansen
- 1966 - Svält